# Ioan Ignatie Papp
Ioan Ignatie Papp (n. 20 decembrie 1848, Pocioveliște, comitatul Bihor, Imperiul Austriac – d. 21 ianuarie 1925, Arad, Regatul României) a fost episcop ortodox al Aradului. La 1 decembrie 1918 a fost deputat în Marea Adunare Națională de la Alba Iulia, organismul legislativ reprezentativ al „tuturor românilor din Transilvania, Banat și Țara Ungurească”, cel care a adoptat hotărârea privind Unirea Transilvaniei cu România.

## Biografie
Urmează studii liceale la Beiuș și Teologia la Arad, pentru ca în perioada 1875-1876 să funcționeze ca și profesor de cântare bisericească la Seminarul Local, de unde trece în serviciul central al Eparhiei Aradului. În 1879 a fost sfințit diacon, iar în 1882 protodiacon, îndeplinind funcțiile de secretar și referent bisericesc pe lângă episcopul de atunci al Aradului, Ioan Mețianu. În 1899 întră în cinul monahal, primind rangul de protosinghel. A fost ales episcop al Aradului în 30 ianuarie 1902, păstorind eparhia până la data morții.

## Activitatea politică
Ca deputat în Adunarea Națională din 1 decembrie 1918 a fost delegat al Aradului și cel mai în vârstă dintre chiriarhii ortodocși ardeleni.

## Lectură suplimetară
- Ioan I. Șerban, Nicolae Josan (coord.), Dicționarul personalităților Unirii. Trimișii românilor transilvăneni la Marea Adunare Națională de la Alba Iulia, Alba Iulia, Editura Altip, 2003.
- Daniela Comșa, Eugenia Glodariu, Maria M. Jude, Clujenii și Marea Unire, Muzeul Național Transilvania, Cluj-Napoca, 1998
- Florea Marin, Medicii și Marea Unire, Editura Tipomur, Târgu Mureș, 1993
- Silviu Borș, Alexiu Tatu, Bogdan Andriescu, (coord.), Participanți din localități sibiene la Marea Adunare Națională de la Alba Iulia din 1 decembrie 1918, Editura Armanis, Sibiu, 2015